# دوبين أم سي

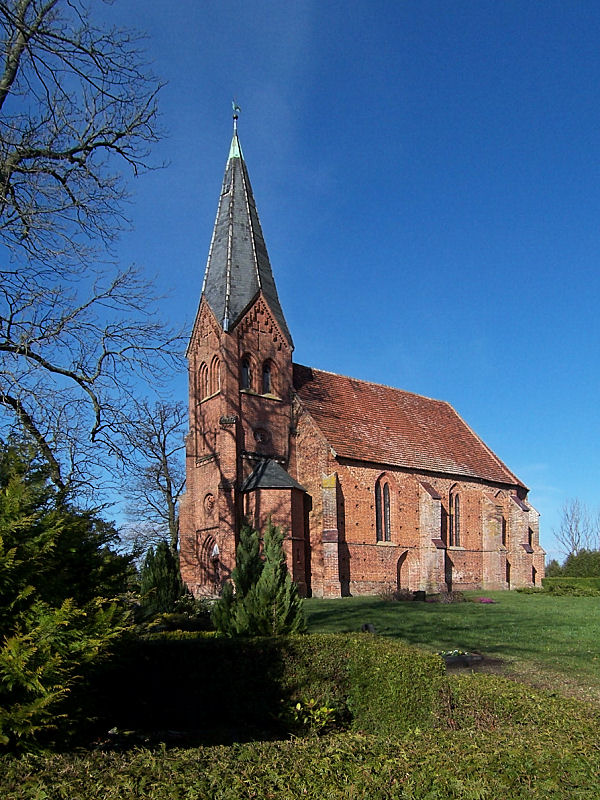

Dobin am See وهي بلدية في مقاطعة بارخيم، في ولاية ميكلينبورغ-فوربومرن ، ألمانيا.
تقع على الساحل الشمالي الشرقي لبحيرة شويرين وسط المناظر الطبيعية الجبلية.
تبلغ مساحتها 34.78 كم مربع وعدد سكانها 1,997 وفق إحصاء 2009 